# Loma Bonita, Cotaxtla
Loma Bonita är en ort i Mexiko.   Den ligger i kommunen Cotaxtla och delstaten Veracruz, i den sydöstra delen av landet, 290 km öster om huvudstaden Mexico City. Loma Bonita ligger 89 meter över havet och antalet invånare är 123.
Terrängen runt Loma Bonita är platt, och sluttar österut. Runt Loma Bonita är det ganska glesbefolkat, med 39 invånare per kvadratkilometer. Närmaste större samhälle är Soledad de Doblado, 15,9 km norr om Loma Bonita. Omgivningarna runt Loma Bonita är en mosaik av jordbruksmark och naturlig växtlighet.